# Przełęcz Kuchtowska
Przełęcz Kuchtowska (słow. Kuchtovske sedlo) – przełęcz położona na wysokości 543 m n.p.m., pomiędzy szczytami Czeremchy (670 m n.p.m.) oraz Nad Tysowym (713 m n.p.m.), w paśmie granicznym środkowej części Beskidu Niskiego, nad Ożenną. Przez przełęcz biegnie  słowacki szlak graniczny.
Poprzednią (patrząc od zachodu) przełęczą w granicznym grzbiecie Karpat jest Przełęcz Beskid nad Ożenną, a następną – Przełęcz Mazgalica.